# Marguerite Yourcenardoorgang
De Marguerite Yourcenardoorgang (Frans: passage Marguerite Yourcenar) is een passage met een paar kleine trappen die de hoofdingang vormt van het Egmontpark. De passage herbergt 14 in steen gegraveerde citaten uit de roman Het hermetisch zwart (Frans: L'Œuvre au noir) van de Franse schrijfster Marguerite Yourcenar.
Het boek speelt zich hoofdzakelijk af in België. Verspreid over de hele passage werden korte fragmenten uit dit boek in Franse steen gegraveerd, zowel op de grond als op de muren. De Nederlandse vertaling van de citaten staat aan de binnenkant van het hek bij de hoofdingang. De eerste van deze citaten luiden als volgt:
Mijn voeten trekken over de wereld zoals insecten over de bladen van een psalmenboek. De vlakke, door populieren omzoomde weg ontrolde voor hen een stukje over de wijde wereld. Voor mij gaat het er om meer dan een man te zijn.
Voorbij dat dorp andere dorpen, voorbij die abdij andere abdijen, voorbij dat fort andere forten. En in elk van de gedachtekastelen, in elk van de wandelende bouwsels van persoonlijke meningen die zich verheffen boven de wankelende bouwsels van hout en boven de kastelen van steen, sluit het leven de dwazen op en opent een poortje voor de wijzen.